# Nikita de Novgorod
Nikita (em russo:  Епископ Никита), nascido em Kiev, Rus' de Kiev, foi um monge e santo do Mosteiro das Cavernas, e que posteriormente abraçou a vida de eremita. Segundo a tradição ortodoxa, Nikita foi muito atormentado por demônios e retornou ao mosteiro. Mais tarde, em 1095, Nikita foi nomeado para o cargo de Bispo de Novgorod e adquiriu a reputação de realizar milagres. 
Seus dias de festa na Igreja Ortodoxa são 14 de maio,  o dia de seu repouso, 31 de janeiro,  e o dia da descoberta de suas relíquias em 1558, em 30 de abril.  As relíquias de Nikita estão na Catedral de Santa Sofia, em Novgorod.